# Giornale critico della filosofia italiana
Il Giornale critico della filosofia italiana è una rivista fondata dal filosofo Giovanni Gentile nel 1920.

## Storia
Sin dalla sua fondazione iniziò ad ottenere grandi riconoscimenti, sia in Italia che all'estero, per il rigore degli argomenti trattati e per l'autorevolezza dei redattori e del direttore. Proseguì anche dopo la seconda guerra mondiale.
In quasi novant'anni di vita ha ospitato articoli dei più importanti filosofi italiani come Giorgio Pasquali, Delio Cantimori, Leonardo Grassi, Carlo Diano ed Eugenio Garin che ne fu a lungo il direttore. Dopo la sua morte la direzione divenne collegiale, con un Comitato direttivo coordinato da Maurizio Torrini .
Nel dopoguerra scrissero per la rivista Enzo Paci, Tullio Gregory, Michele Ciliberto, Antonio Capizzi, Ugo Spirito, Claudio Cesa, Gennaro Sasso ed altri ancora.
Oggi la rivista viene inviata a tutte le più importanti biblioteche italiane e a molte istituzioni internazionali presso le quali riscuote grande considerazione.